# Maurice Régimbart
Maurice Régimbart, né le 9 août 1852 à Évreux et mort le 22 septembre 1907 dans la même ville, est un entomologiste français spécialiste des coléoptères, notamment aquatiques.

## Biographie
Maurice Régimbart se passionna pour l'étude des coléoptères et particulièrement ceux des familles des Dytiscidae, des Gyrinidae et des Hydrophilidae. Il décrivit nombre d'espèces rapportées d'expéditions coloniales en provenance des colonies belges, françaises, ou autres. Il était membre de la Société entomologique de France.

## Quelques publications
- 1877. Recherches sur les organes copulateurs et sur les fonctions génitales dans le genre Dytiscus. Ann. Soc. Entomol. France 46: 263-274 + pl. 6.
- 1878. Étude sur la classification des Dytiscides. Ann. Soc. Entomol. France 8: 447-466.
- 1882. Essai monographique de la famille des Gyrinidae, pt. 1. Ann. Soc. Entomol. France (6 ser., vol. 2) 51: 379-458 + 3 pls.
- 1883. Essai monographique de la famille des Gyrinidae, pt. 2. Ann. Soc. Entomol. France (6 ser., vol. 3) 52: 121-190 + 5 pls.
- 1888. Descriptions de Dytiscides nouveaux de l'Amérique du Sud. Ann. Soc. Entomol. France 57: 388-392.
- 1888. Viaggio di Leonardo Fea in Birmania e regioni vicine. Ann. Mus. Civ. Storia Nat. Genoa 26: 609-623.
- 1889. Contributions à la faune indo-chinoise. 2. Hydrocanthares. Ann. Soc. Entomol. France 58: 147-156.
- 1892. Insectes du Bengale Occidental. 16. Hydrocanthares. Ann. Soc. Entomol. Belg. 36: 112-121.
- 1892. Viaggio di Lamberto Loria nella Papuasia orientale. IV. Haliplidae, Dytiscidae, et Gyrinidae. Ann. Mus. Civ. Storia Nat. Genoa 1892(2): 978-997.
- 1894. Voyage de M. E. Simon dans l'Afrique australe (décembre-mars 1893). 1. Haliplidae, Dytiscidae et Gyrinidae. Ann. Soc. Entomol. France 63: 227-240.
- 1895. Révision des Dytiscidae et Gyrinidae d'Afrique, Madagascar et îles voisines. En contribution à la faune entomologique du Congo. Mem. Soc. Entomol. Belg. 4: 1-244.
- 1899. Révision des Dytiscidae de la région indo-sino-malaise. Ann. Soc. Entomol. France 68: 186-367.
- 1902. Genera Insectorum ed. Wytsman, I. Gyrinidae. V. Vertemeol et L. Desmet, Bruxelles, 13 pp.
- 1903. Coléoptères aquatiques (Haliplidae, Dytiscidae, Gyrinidae et Hydrophilidae) recueillis dans le sud de Madagascar par M. Ch. Alluaud (juillet 1900-mai 1901). Ann. Soc. Entomol. France 72: 1-51.
- 1906. Voyage de M. Ch. Alluaud dans l'Afrique Orientale: Dytiscidae, Gyrinidae, Hydrophilidae [y compris les Haliplidae]. Ann. Soc. Entomol. France 75: 235-278.